# Sorin Bușu
Sorin Marian Buşu (sinh ngày 8 tháng 7 năm 1989) là một cầu thủ bóng đá người România thi đấu ở vị trí hậu vệ trái cho Gaz Metan Mediaș.